# Anisopappus
- Commons
- Wikispecies

Anisopappus Hook. & Arn. é um género botânico pertencente à família Asteraceae.

## Sinonímia
- Sphacophyllum  Benth.

## Espécies
- Anisopappus abercornensis
- Anisopappus africanus
- Anisopappus alticola
- Anisopappus anemonifolius
- Anisopappus angolensis
- Anisopappus annuus
- «Lista completa»